# Raphionacme splendens
Raphionacme splendens är en oleanderväxtart. Raphionacme splendens ingår i släktet Raphionacme och familjen oleanderväxter.

## Underarter
Arten delas in i följande underarter:
- R. s. bingeri
- R. s. splendens